# Austrodecus stocki
Austrodecus stocki là một loài nhện biển trong họ Austrodecidae. Loài này thuộc chi Austrodecus. Austrodecus stocki được miêu tả khoa học năm 1988 bởi Child.